# Crossocarpaceae
Crossocarpaceae, porodica crvenih algi, dio je reda Gigartinales. Sastoji se od jednog roda s jednom vrstom, C. lamuticus, dok je rod Velatocarpus uključen u porodicu Kallymeniaceae.
Vrsta C. lamuticus je morska alga kod Komandorskih otoka i Kamčatke na Ruskom dalekom istoku.